# (768) Struveana

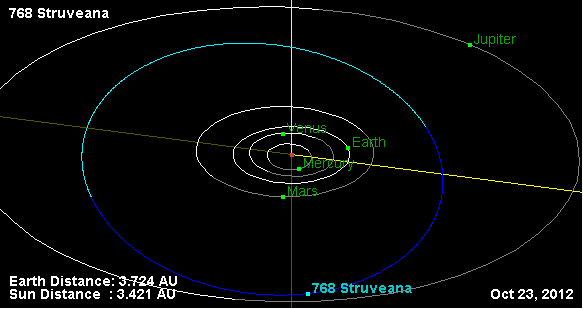

(768) Struveana est un astéroïde de la ceinture principale.

## Caractéristiques
Il a été découvert le 4 octobre 1913 par l'astronome russe Grigoriy Neujmin depuis l'observatoire de Simeïz. Sa désignation provisoire était 1913 SZ.
Le nom Struveana fait référence à Friedrich Georg Wilhelm von Struve, Otto Wilhelm von Struve et Hermann Struve, astronomes russo-allemands.